# Dmitrij Monia
Dmitrij Jewgienjewicz Monia, ros. Дмитрий Евгеньевич Моня (ur. 10 września 1988 w Moskwie) – rosyjski hokeista.

## Kariera
- CSKA 2 Moskwa (2004-2009)
- CSKA Moskwa (2008-2013)
  -  HK Biełgorod (2009)
  -  Krasnaja Armija Moskwa (2010)
  -  Chimik Woskriesiensk (2010)
  -  THK Twer (2012)
- Sibir Nowosybirsk (2013-2016)
- HC Pardubice (2016)
- Awtomobilist Jekaterynburg (2016-2017)
- Jugra Chanty-Mansyjsk (2017)
- HC Nové Zámky / HC Nové Zámky B (2017)
- HK Mogo (2018)
- Chimik Woskriesiensk (2018/2019)

Wychowanek CSKA Moskwa. W maju 2011 przedłużył kontrakt z tym klubem o dwa lata. Do połowy 2013 zawodnik CSKA. Od 1 lipca 2013 do zawodnik Sibiru. W maju 2015 przedłużył kontrakt o rok. Zwolniony w styczniu 2016. Od końca stycznia 2016 w czeskim klubie z Pardubic. Od maja 2016 do końca lutego 2017 zawodnik Awtomobilistu Jekaterynburg. Na początku sezonu 2017/2018 był zawodnikiem Jugry Chanty-Mansyjsk. Od października do listopada 2017 był graczem HC Nové Zámky. W styczniu 2018 został graczem łotewskiego HK Mogo. W maju 2018 został zawodnikiem Chimika Woskriesiensk.

## Sukcesy
Klubowe
- Mistrzostwo Dywizji Tarasowa w KHL: 2013 z CSKA Moskwa
- Mistrzostwo Dywizji Czernyszowa w KHL: 2015 z Sibirem Nowosybirsk[13]
- Brązowy medal mistrzostw Łotwy: 2018 z HK Mogo